# Passiflora discophora
Passiflora discophora je biljna vrsta iz porodice Passifloraceae. Ekvadorski je endem. Ugrožena je vrsta. Prema statusu zaštite na IUCN-ovom crvenom popisu, stupnja je ugroženosti EN, ugrožena vrsta (IUCN3.1).